# Ruth Lawanson
Ruth Lawanson, née le 27 septembre 1963 à Ibadan au Nigeria, est une joueuse de volley-ball américaine.

## Carrière
Ruth Lawanson participe aux Jeux olympiques de 1992 à Barcelone et remporte la médaille de bronze avec l'équipe américaine composée de Paula Weishoff, Yoko Zetterlund, Elaina Oden, Kimberley Oden, Teee Sanders, Caren Kemner, Liane Sato, Tammy Liley, Janet Cobbs, Tara Cross-Battle et Lori Endicott.